# Лемани (Вармінсько-Мазурське воєводство)
Лемани (пол. Lemany, нім. Lehmanen) — село в Польщі, у гміні Щитно Щиценського повіту Вармінсько-Мазурського воєводства.
Населення — 347 осіб (2011).
У 1975-1998 роках село належало до Ольштинського воєводства.

## Демографія
Демографічна структура станом на 31 березня 2011 року:
|          | Загалом | Допрацездатний вік | Працездатний вік | Постпрацездатний вік |
| -------- | ------- | ------------------ | ---------------- | -------------------- |
| Чоловіки | 164     | 37                 | 122              | 5                    |
| Жінки    | 183     | 47                 | 117              | 19                   |
| Разом    | 347     | 84                 | 239              | 24                   |